# Бересфорд, Джон, 5-й маркиз Уотерфорд
Джон Генри де ла Поэр Бересфорд, 5-й маркиз Уотерфорд (англ. John Henry de la Poer Beresford, 5th Marquess of Waterford; 21 мая 1844 — 23 октября 1895) — англо-ирландский аристократ и консервативный политик. Он носил титул учтивости — граф Тирон с 1859 по 1866 год. Он служил мастером бакхаундов в правительстве лорда Солсбери с 1885 по 1886 год.

## Предыстория
Родился 21 мая 1844 года. Старший сын Джона Бересфорда, 4-го маркиза Уотерфорда (1814—1866), от его жены Кристианы Лесли (? — 1905), дочери полковника Чарльза Пауэлла Лесли. Младшие братья — лорд Чарльз Бересфорд, лорд Уильям Бересфорд, лорд Маркус Бересфорд и лорд Делаваль Бересфорд.

## Политическая карьера
Лорд Уотерфорд был избран в Палату общин Великобритании от графства Уотерфорд в 1865 году. Это место в парламенте он занимал до следующего года, когда он сменил своего отца в качестве 5-го маркиза Уотерфорда и занял свое место в Палате лордов. В 1868 году он стал рыцарем Ордена Святого Патрика. Джон Бересфорд он был назначен лордом-лейтенантом Уотерфорда в 1874 году, где он оставался до самой смерти. В 1879 году лорд Уотерфорд стал членом Ирландского Тайного совета . В 1885 году он был приведен к присяге в Тайный совет Великобритании и назначен мастером бакхаундов в правительстве лорда Солсбери, эту должность он занимал до отставки консервативной администрации в начале 1886 года.

## В юморе
Уильям Шенк Гилберт называет лорда Уотерфорда «безрассудным и дерзким» в песне полковника Калверли «Если вы хотите получить квитанцию за эту популярную тайну» из оперы «Пейшенс» Гилберта и Салливана.

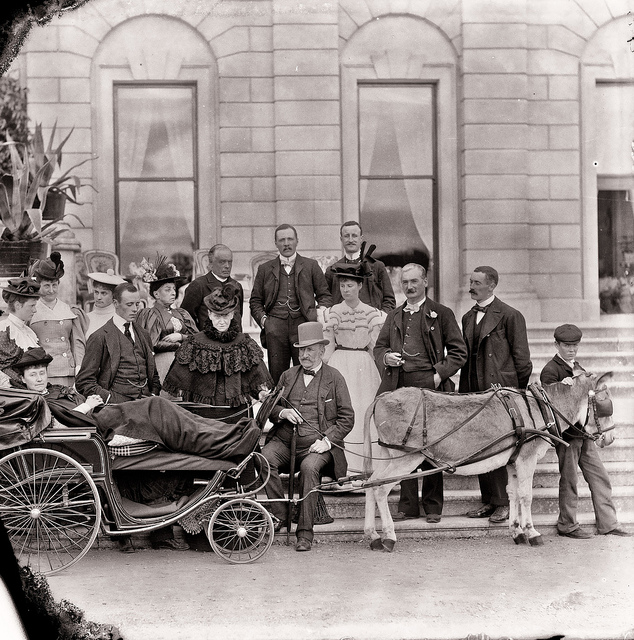
Празднование совершеннолетия 6-го маркиза Уотерфорда с показом кареты вдовствующей леди Уотерфорд. Также показаны её родители, герцог и герцогиня Бофорт.

## Семья
Лорд Уотерфорд сбежал с Флоренс Гросвенор Роули (? — 4 апреля 1873), женой политика Джона Вивиана (1818—1879) , на которой он женился 9 августа 1872 года. Вторым браком, 21 июля 1874 года, лорд Уотерфорд на леди Бланш Элизабет Аделаиде Сомерсет (ок. 1854 — 22 февраля 1897), дочери Генри Сомерсета, 8-го герцога Бофорта (1824—1899), и леди джорджианы Шарлотты Керзон (1825—1906). Вторая леди Уотерфорд страдала от тяжелой болезни, которая сделала ее инвалидом. У нее была специальная карета, предназначенная для того, чтобы возить ее по поместью в Каррагморе. У лорда Уотерфорда и его второй жены было четверо детей:
- Генри де ла Поэр Бересфорд, 6-й маркиз Уотерфорд (19 мая 1875 — 24 ноября 1911), сын и преемник отца
- Леди Мэри Бересфорд (30 апреля 1877 — 31 мая 1877), умерла в младенчестве
- Леди Сьюзен де ла Поэр Бересфорд, сестра-близнец леди Мэри (30 апреля 1877 — 31 октября 1947), в 1902 году вышла замуж за майора достопочтенного Хью Дауни (1875—1914), сына Хью Дауни, 8-го виконта Дауна, и имела четырех детей, в том числе генерал-майора сэра Дэвида Дауни
- Леди Клодаг Бересфорд (6 августа 1879 — 17 апреля 1957), с 1901 года замужем за достопочтенным Клодом Ансоном (1864—1947), сыном Томаса Ансона, 2-го графа Личфилда, имела трех детей.

Лорд Уотерфорд покончил с собой в октябре 1895 года в возрасте 51 года, и наследовал титул маркиза своему единственному сыну Генри. Многие национальные газеты выразили свое сожаление по поводу самоубийства лорда Уотерфорда, особенно учитывая положение жертвы в обществе.